# Brookland, Arkansas
Brookland är en ort i Craighead County, Arkansas, USA.